# District de Kaukovainio
Le district de Kaukovainio (en finnois : Kaukovainion suuralue) est un district  de la ville d'Oulu en Finlande. 

## Description
Le district a 6 489 habitants (1.1.2013)
 
et 2 068 emplois (31.12.2009)
.